# K Waterschei SV Thor Genk
A Waterschei's Sport Vereeniging Thor korábbi belga labdarúgócsapat.
A csapatot 1919-ben alapították. A csapat nevében szereplő „Thor” szó betűszó, jelentése ’’Tot Herstel Onzer Rechten’’ („Helyreállítani jogainkat”). A labdarúgó szövetségnek 1925-ben lett tagja. Az 1950-es évek végén, 1960-as évek játszott először az élvonalban, majd 1978 és 1986 újra. 1986-tól két évig a másodosztályban szerepelt.
1980-ban és 1982-ben a Waterschei megnyerte a belga kupa küzdelmeit. Utóbbit követően egészen az elődöntőig jutott az 1982-83-as KEK-sorozatban, ahol a negyeddöntőben a PSG-t verte, az elődöntőben azonban az Aberdeen FC Skóciában 5-1-re győzve már az első mérkőzésen eldöntötte a továbbjutást.
1988-ban a Waterschei egyesült a Winterslaggal, így jött létre a jogutód KRC Genk.

## Sikerek
Belga Kupa
- Győztes (2): 1979–80, 1981–82
- Döntős (1): 1954–55

## Európai kupamérkőzések
| Szezon  | Torna                       | Forduló      |     | Ellenfél             | Eredmények |
| ------- | --------------------------- | ------------ | --- | -------------------- | ---------- |
| 1980-81 | Kupagyőztesek Európa-kupája | 1. forduló   | CYP | Omonia Nicosia       | 3-1, 4-0   |
|         |                             | nyolcaddöntő | GER | Fortuna Düsseldorf   | 0-0, 0-1   |
| 1982-83 | Kupagyőztesek Európa-kupája | 1. forduló   | LUX | Red Boys Differdange | 7-1, 1-0   |
|         |                             | nyolcaddöntő | DEN | B93 Kopenhagen       | 2-0, 4-1   |
|         |                             | negyeddöntő  | FRA | Paris Saint-Germain  | 0-2, 3-0   |
|         |                             | elődöntő     | SCO | Aberdeen FC          | 1-5, 1-0   |